# Ascent-Gletscher
Der Ascent-Gletscher (von englisch ascent ‚Aufstieg, Anstieg, Steigung‘) ist ein Gletscher in der antarktischen Ross Dependency. Er fließt in der Miller Range unmittelbar östlich des Gebirgskamms Milan Ridge in nördlicher Richtung zum Argosy-Gletscher.
Teilnehmer der New Zealand Geological Survey Antarctic Expedition (1961–1962) benannten ihn so, da sie ihn als Aufstiegsroute zur Erkundung der Miller Range nutzten.